# Sigismondo Cantelmo
Sigismondo Cantelmo (Alvito, 1455 circa – Ferrara, 27 agosto 1519) è stato un nobile e condottiero italiano, duca di Sora.

## Biografia

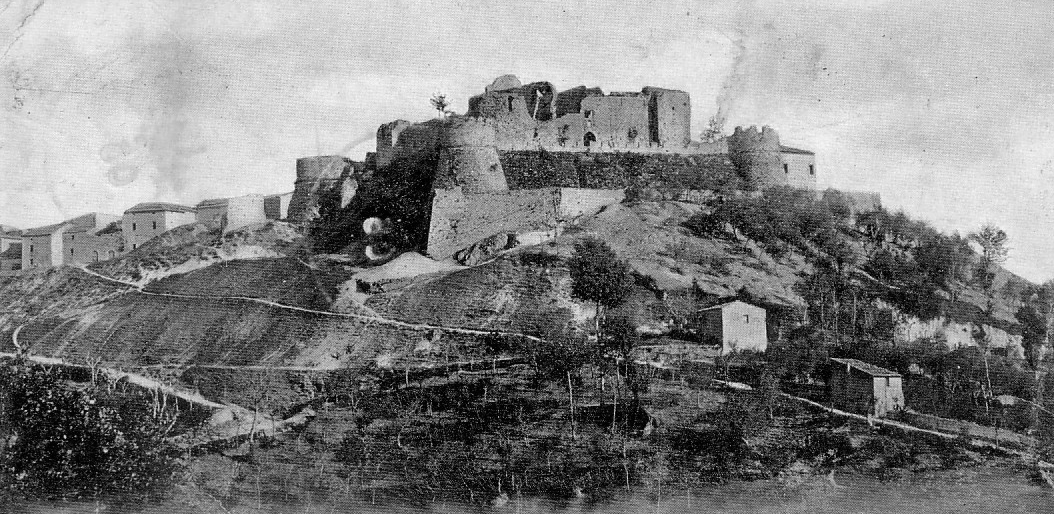
Castello Cantelmo (Alvito) ai primi del XX secolo

Era il figlio di Pietro Giovanni Paolo Cantelmo, duca di Alvito e Sora e conte di Popoli, e di Caterina del Balzo.
Visse a Ferrara alla corte degli Estensi, dopo che la sua famiglia cadde in disgrazia. Parteggiò per i francesi quando il re Carlo VIII scese in Italia e sconfisse gli Aragonesi nel 1495: tentò in vari tribunali del Regno di riavere i feudi perduti, ma fu inutile. Stessa cosa fu tentata dai figli suoi eredi, ma senza ottenere benefici. Nel 1498 organizzò un manipolo di uomini per Ludovico il Moro, duca di Milano.
Nel 1501 fu ospite a Mantova della marchesa Isabella d'Este in occasione del carnevale. Nel 1503 partecipò alla battaglia del Garigliano con i francesi, che furono sconfitti dagli spagnoli. Nel 1504 accompagnò in Francia il duca Alfonso I d'Este per fare visita al nuovo sovrano Luigi XII. Nel 1509 il Cantelmo ricoprì l'incarico di ambasciatore degli Estensi a Roma e nel 1513 Alfonso I lo inviò a congratularsi con papa Leone X per l'elezione a pontefice.

## Discendenza
Sposò Margherita Maloselli, dalla quale ebbe cinque figli:
- Giulio Cesare, dal 1482 al 1491 vescovo di Montepeloso[4];
- Francesco, diplomatico al servizio degli Estensi[2];
- Ercole († 1509), militare al soldo degli Estensi[2];
- Ferrante, di cui si hanno scarse notizie[4];
- un altro figlio, il cui nome è ignoto, anch'egli militare al servizio degli Estensi[4].